# Concordata

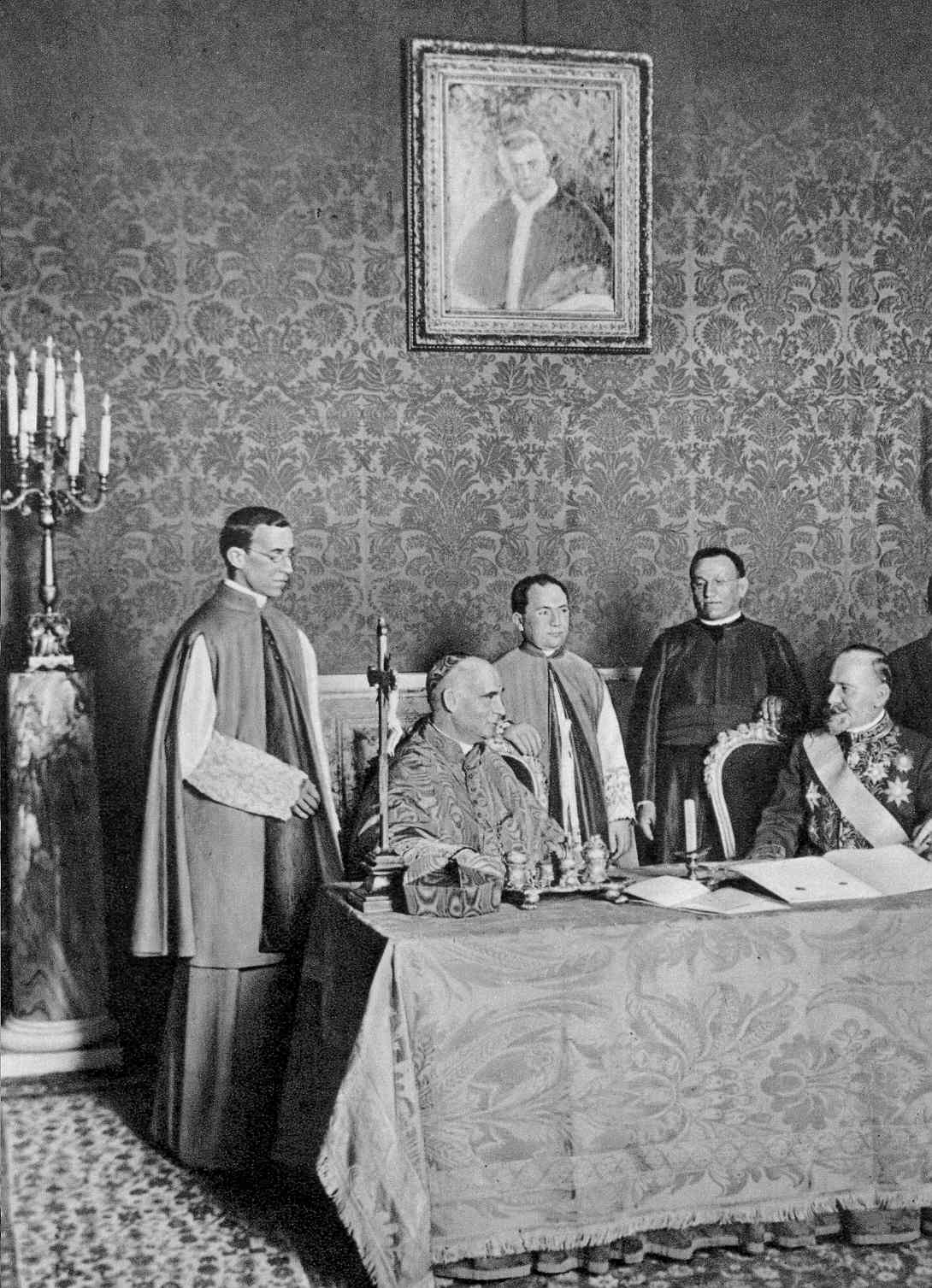
Cardeal Merry del Val e Eugenio Pacelli assinam a Concordata com a Sérvia em 24 de junho de 1914.

Dá-se o nome de concordata ao tratado internacional celebrado entre a Santa Sé e um Estado, usualmente com a finalidade de assegurar direitos dos Católicos ou da Igreja Católica naquele Estado. Muitas foram assinadas quando os Estados se laicizaram, como forma de garantir direitos para a Igreja e permitir sua existência em tais países.
Do ponto de vista histórico, também se dava o nome de concordata ao acordo entre o Papa e um soberano (como a Concordata de Worms, de 1122), a qual vinculava o papado e o Estado governado pelo soberano.

## Lista de Concordatas
- Concordata de Worms (1122) entre o Papa Calisto II e Henrique V da Germânia.
- Concordata de 1753 com Espanha.
- Concordata de 1801 entre o Papa Pio VII e Napoleão I.
- Concordata de 1802 entre Papa Pio VII e Napoleão I.
- Concordata de 1851 com Espanha.
- Concordata de 1855 entre o Papa Pio IX e Francisco José I da Áustria.
- Concordata de 1925 entre a Santa Sé e a República da Polónia.
- Tratado de Latrão (1929) entre a Itália e o Papa Pio XI.
- Reichskonkordat (1933) entre a Santa Sé e a Alemanha.
- Concordata de 1940 com o governo português.
- Concordata de 1953 com Espanha.
- Concordata de 2004 com o governo português.
- Concordata de 2008 entre a Santa Sé e o Brasil.